# Kurt Moll
Kurt Moll (Buir, 11 de abril de 1938 – 5 de março de 2017) foi um baixo operístico alemão. 

## História
Moll nasceu em Buir, perto de Colônia. Quando era criança, ele tocou violoncelo e tornou-se um grande violoncelista. Cantou no coral de sua escola e o maestro do coral encorajou-o a se concentrar na música. Ele estudou canto no Köln Hochschule für Musik com Emmy Müller. Atuou na Ópera de Colônia até 1961. Cantou três anos em Mogúncia e cinco anos em Wuppertal. Em 1969 ele aceitou um convite para trabalhar na Ópera Estatal de Hamburgo, uma das maiores casas de ópera do mundo.
Fez sua estreia nos Estados Unidos com a Ópera de São Francisco, como Gurnemanz em Parsifal de Richard Wagner, em 1974. Sua estreia no Metropolitan Opera aconteceu quatro anos depois, em 1978, cantando o papel do Landgraf em Tannhäuser, o Rocco de Fidelio e o Sparafucile de Rigoletto. Afastou-se dos palcos em 2006; sua última performance foi como o Guarda-Noturno dos Mestres Cantores de Nuremberg.